# Żubrino
Żubrino (maced. Жубрино, alb. Zhubrina) – wieś w Macedonii Północnej, administracyjnie należy do gminy Osłomej.
Skład etniczny (2002):
- Albańczycy – 544
- pozostali – 3